# 2gether (タイのテレビドラマ)
『2gether』（タイ語: เพราะเราคู่กัน、トゥゲザー）は、メータウィン・オーパッイアムカジョーン（ウィン）とワチラウィット・チワアリー（ブライト）が主演する2020年のタイのテレビドラマシリーズ。ジッティレイン（JittiRain）による同タイトルのタイの小説を基に制作された、偽装の恋愛関係から本当のカップルに発展する2人の大学生のラブストーリー。（対象年齢13歳以上）
ウィーラチット・トンジラーが監督し、Housestories 8とGMMTVが制作したこのシリーズは、2019年10月15日の「New＆Next」イベントでGMMTVが発表した2020年に放送予定の12のテレビシリーズの1つである。
全13回の放送で、2020年2月21日から2020年5月15日までの毎週金曜日にGMM 25で21:30 ICT（1～7話までは22:00 ICT）より、LINE TVで23:00 ICTより放送された。
放送終了後の2020年5月25日からは特別番組『Play2gether』が放送され、6月1日には『Still 2gether』として5つのスペシャルエピソードを年内に放送することが発表され、8月14日から放送された。さらに、2021年3月22日に『2gether THE MOVIE』として映画化され、タイ国内にて4月22日から上映されることが発表された。

## あらすじ
大学1年生のタイン（メータウィン・オーパッイアムカジョーン）は、同じ大学の男子学生グリーン（コラウィット・ブンシリー）から告白される。グリーンに諦めてもらうために、友人たちは学校で最も人気があり魅力的なギタリスト兼サッカー選手であるサラワット（ワチラウィット・チワアリー）を偽の彼氏にすることをタインに提案する。タインは友人たちの勧めに従いサラワットに助けてほしいとお願いするが断られてしまう。それでも何とかして偽の彼氏になってもらおうと、タインはサラワットが所属する軽音楽部に入部する。サラワットはタインのしつこいお願いにようやく承諾するも、2人の偽の関係がいつ終わるのか不安に思うようになる。

## キャラクター設定・キャスティング

### 主役
- タイン・ティパコーン（メータウィン・オーパッイアムカジョーン（ウィン）） （日本語吹替：斉藤壮馬）

法学部に通う自称シックな大学1年生。学部のチアリーディングチームに所属し、軽音楽部のメンバーでもある。タインはこれまでにたくさんの女の子と付き合ってきたがどの子とも長続きしなかった。同性のグリーンからの告白に悩まされ、彼を追い払おうと試行錯誤するがことごとく失敗してしまう。タインは学校で最も人気のあるギタリストのサラワットを偽の彼氏にすることを友人に勧められる。
- サラワット・ガンチタノン（ワチラウィット・チワアリー（ブライト）） （日本語吹替：江口拓也）

政治学部の大学1年生。サッカー選手兼ギタリストで軽音楽部に所属している。部活で結成したバンド「Crtl S」のリーダー。サラワットは大学でファンクラブが結成されるほどハンサムだが、内向的で、SNSに疎く、メールだけしか連絡手段を持っていない。誕生日は2000年3月12日。サラワットとは「警部」という意味であり、奇妙な名前である。

### その他の登場人物

#### 軽音楽部
- グリーン（コラウィット・ブーンスィ（ガン））（日本語吹替：西山宏太朗）

人文社会学部の大学1年生。タインに交際を迫る。
- ディム（シワコーン・レーチューチョー（ガイ））（日本語吹替：浪川大輔）

軽音楽部の部長。
- エアー（ポーンナッパン・ポーンペンピパット（ネネ））

軽音楽部のマネージャー
- アーン（ラチャーナン・マハーワン（フィルム））

軽音楽部で結成したバンド「Crtl S」のメンバー
- ペア（パッタラーニット・リンパティッヤーコーン（ラブ））

軽音楽部の部員。タインが好意を寄せる女の子。

#### タインの友人
- フォン（タナワット・ラッタナキットパイサーン（カオタン））（日本語吹替：榎木淳弥）

タインの親友の一人。タインの良き理解者でありアドバイザー。
- プアック（プルーム・ポンピサン）（日本語吹替：小林千晃）

タインの親友の一人。飲食店のレビューページを作成している
- オーム（チャヤコーン・ジュターマー（ジェージェー））（日本語吹替：白井悠介）

タインの親友の一人。ソーシャルメディアに精通している。

#### サラワットの友人
- ボス（チョンナカン・アーポンスティナン（ガンスマイル））（日本語吹替：前野智昭）

サラワットの親友の一人
- マン（チンラット・シリポンチャワリット（マイク））（日本語吹替：阿座上洋平）

サラワットの親友の一人で、タイプのことが好き。

#### その他
- ファン（パッチラー・カンラッタナスー（ナナン））

法学部チアリーディング部の部長。タインと同じコードナンバーの先輩。
- タイプ（ジラキット・クーアーリヤクン（トップタップ））（日本語吹替：小野賢章）

タインの兄。マンの好きな人。
- プーコーン（タナットサラン・サムトンライ（フランク））（日本語吹替：千葉翔也）

サラワットの弟。ミルのことが好き。プーコーンとは警部補を意味である。
- ミル（サッタブット・レーディキー（ドレーク））（日本語吹替：島﨑信長）

タインのことが好きな建築学部の先輩。
- チャット（チャローンラット・ノープサムローン（ファースト））（日本語吹替：駒田航）

建築学部でミルと同級生。
- ヌムニム （ベンヤーパー・ジーンプラソーム（ヴィウ））

タインの元カノの一人で、「なんでもいい」と言ってタインをあきれさせた子。グリーンを諦めさせるためにタインに偽の彼女になってほしいとお願いされる。
- パム（チャナンパット・カモンキーリーラック（ジージー））

サラワットの高校時代の親友の女の子。サラワットのことが好きだったが告白しなかった。別の大学に進学したものの中退し、サラワットと同じ大学の音楽学部に編入するため、サラワットとタインの前に現れる。（第12話、第13話で登場）
- ワーン (ワンウィモン・ジェーンアサワメティー (ジューン))

国際法学部のアイドル。

## 楽曲

### オリジナル・サウンドトラック
คั่นกู（カーン・グー）は15週連続で1位となり、17週連続Jooxタイのトップ100入りした。
| 曲名               | ローマ字タイトル                    | アーティスト                            | 出典   |
| ------------------ | ----------------------------------- | --------------------------------------- | ------ |
| ติดกับ               | Tit Gub (OST. Pror Rao Koo Gun)     | Natthawut Jenmana (Max)                 | [ 11 ] |
| คั่นกู                | Kan Goo (OST. Pror Rao Koo Gun)     | ワチラウィット・チワアリー （ブライト） | [ 12 ] |
| ตกลงฉันคิดไปเองใช่ไหม | Tok Long Chan Khit Pai Eng Chai Mai | ワチラウィット・チワアリー （ブライト） | [ 13 ] |

- GMMTVより『2gether』、『Still 2gether』、『2gether THE MOVIE』のオリジナルサウンドトラック7曲とボーナストラック2曲を収録した『2GETHER ORIGINAL SOUNDTRACK ALBUM BOXSET』が2021年9月中旬に発売される[14]。

### Scrubb（スクラブ）
オリジナル・サウンドトラックの他に、スクラブの曲も劇中で使用されている。これはタインが、タイのバンド「スクラブ」のファンという設定によるもの。小説の作者であるJittiRainは、インタビューの中で、自身がこのバンドのファンであることから彼らの楽曲からインスピレーションを受けて小説を書き上げたと語っている。
スクラブのメンバーは第6話、第7話、第13話に登場。
| 曲名                   | (ローマ字)                  | （英語）                                   | アーティスト | アルバム    | 年   | 話数   |
| ---------------------- | --------------------------- | ------------------------------------------ | ------------ | ----------- | ---- | ------ |
| คู่กัน                    | Khu Kan                     | Together                                   | Scrubb       | Club        | 2005 | 1 13   |
| คำตอบ                  | Kham Top                    | Answer                                     | Scrubb       | Kid         | 2010 | 2      |
| ใกล้                    | Klai                        | Close                                      | Scrubb       | Club        | 2005 | 3      |
| ทุกอย่าง                 | Thuk Yang                   | Everything                                 | Scrubb       | Sound About | 2000 | 4 6 13 |
| เข้ากันดี                 | Khaokandi                   | Click                                      | Scrubb       | Mood        | 2007 | 5 10   |
| คนนี้                    | Khon Ni                     | This Person                                | Scrubb       | Kid         | 2010 | 5 7 8  |
| ลึกลึก                   | Luekluek                    | Deep                                       | Scrubb       | Clean       | 2013 | 6      |
| ให้เธอ                  | Haithoe                     | To You                                     | Scrubb       | Lite        | 2008 | 8      |
| รักนิรันดร์                | Rakniranda                  | Eternal Love                               | Scrubb       | Clean       | 2013 | 9      |
| ขอ                     | Kho                         | Wish                                       | Scrubb       | Sound About | 2000 | 9 10   |
| รอยยิ้ม                  | Roi Yim                     | Smile                                      | Scrubb       | Clean       | 2013 | 11     |
| เธอหมุนรอบฉันฉันหมุนรอบเธอ | ThomunropchanChanmunropthoe | You Revolve Around Me,I Revolve Around You | Scrubb       | Lite        | 2008 | 11 12  |
| ฝน                     | Fon                         | Rain                                       | Scrubb       | Season      | 2018 | 12     |
| หนี                     | Ni                          | Escape                                     | Scrubb       | Kid         | 2010 | 12     |
| ลืม                     | Luem                        | Forget                                     | Scrubb       | Club        | 2005 | 13     |
| เก็บมันเอาไว้             | Kep Man Ao Wai              | Keep It                                    | Scrubb       | SSS..S..S   | 2003 | 13     |
| เพลงนั้นยังอยู่             | Pleng Nun Yung Yoo          | That Song Is Still Here                    | Scrubb       | Clean       | 2013 | 13     |
| เก็บไว้กับเธอ             | Kep Wai Kap Thoe            | Keep It With You                           | Scrubb       | Mood        | 2007 | 13     |

## Play2gether（特別番組）
『Play2gether』(タイ語: เพราะเราเล่นกัน)は、『2gether The Series』の出演者による全4回の特別番組。2020年5月25日から6月15日までの毎週月曜日20:00 ICTよりGMMTVのYouTubeにて公開された。ドラマ内で使用された楽曲を生演奏で披露した他、ドラマやタイアップ商品に関するトークを繰り広げた。
2021年5月13日よりTELASA（テラサ）にて日本国内で初配信された。

### 第1回
- 放送日：2020年5月25日[43]
- 出演者：ブライト、ウィン、トップタップ、ガイ、ガンスマイル
- 演奏曲：「คู่กัน (Together)」、「เข้ากันดี (Click)」全てScrubbの楽曲
- タイアップ企業：Oishi

### 第2回
- 放送日：2020年6月1日[44]
- 出演者：ブライト、ウィン、トップタップ、ガイ、ガンスマイル、ドレーク（ゲスト）、フランク（ゲスト）
- 演奏曲：「ทุกอย่าง (Everything)」、「ขอ (Wish)」、「ใกล้ (Close) 」全てScrubbの楽曲
- タイアップ企業：Sponsor

### 第3回
- 放送日：2020年6月8日[45]
- 出演者：ブライト、ウィン、トップタップ、ガイ、ガンスマイル、カオタン（ゲスト）、マイク（ゲスト）
- 演奏曲：「ลึกลึก (Deep)」、「เก็บไว้กับเธอ (Keep It With You)」、「รอยยิ้ม (Smile)」全てScrubbの楽曲
- タイアップ企業：MAMA

### 第4回
- 放送日：2020年6月15日[46]
- 出演者：ブライト、ウィン、トップタップ、ガイ、ガンスマイル、カオタン（ゲスト）、ジェージェー（ゲスト）
- 演奏曲：「คนนี้ (This Person)」Scrubb、「คำตอบ (Answer)」Scrubb、「ติดกับ (Tit Gub)」Natthawut Jenmana (Max)
- タイアップ企業：V brand

## タイでの配信
2020年2月21日から2020年5月15日に、GMM 25とLINE TVで初公開された。またGMMTV公式YouTubeチャンネルでも並行して放送し、外国の視聴者も理解できるよう初公開時から英語字幕を付けたことで、海外の視聴者を取り込んだ。

### タイのテレビでの評価
- 下表では青文字が最低の評価を表し、 赤文字が最高の評価を表す。

| エピソード No. | 放送時間 （UTC+07:00） | 放送日        | 評価  | 出典       |
| -------------- | ---------------------- | ------------- | ----- | ---------- |
| 1              | 金曜日の午後10時       | 2020年2月21日 | 0.116 | [ 48 ]     |
| 2              | 金曜日の午後10時       | 2020年2月28日 | 0.185 | [ 49 ]     |
| ３             | 金曜日の午後10時       | 2020年3月6日  | 0.277 | [ 50 ]     |
| 4              | 金曜日の午後10時       | 2020年3月13日 | 0.297 | [ 51 ]     |
| 5              | 金曜日の午後10時       | 2020年3月20日 | 0.377 | [ 52 ]     |
| 6              | 金曜日の午後10時       | 2020年3月27日 | 0.571 | [ 53 ]     |
| 7              | 金曜日の午後10時       | 2020年4月3日  | 0.587 | [ 54 ]     |
| 8              | 金曜日の午後9時30分    | 2020年4月10日 | 0.603 | [ 55 ]     |
| 9              | 金曜日の午後9時30分    | 2020年4月17日 | 0.802 | [ 56 ]     |
| 10             | 金曜日の午後9時30分    | 2020年4月24日 | 0.718 | [ 57 ]     |
| 11             | 金曜日の午後9時30分    | 2020年5月1日  | 0.598 | [ 58 ]     |
| 12             | 金曜日の午後9時30分    | 2020年5月8日  | 0.625 | [ 59 ]     |
| 13             | 金曜日の午後9時30分    | 2020年5月15日 | 0.825 | [ 60 ]     |
| 平均           | 平均                   | 平均          | 0.506 | [ 注釈 1 ] |

### オンライン評価
2020年4月1日には、Line TVでの再生回数が5,000万回を超えた。3月の視聴回数が最も多く、2020年4月19日の再生回数は1億回となった。 
Twitterでは #คั่นกู のハッシュタグがタイと世界の両方で1位になった。 

### 映像作品
- 2020年9月21日　GMMTVよりDVD BOXセットが発売される[64]。
- 2021年2月19日　2020年10月に開催されたファンミーティング「カングー 2gether Live On Stage」の様子を収めたDVD BOXセットが発売される[65]。

## タイ国外での配信
- 台湾 – 2020年6月18日に台湾のLINE TVで北京語字幕付きで公開された[66][67]。

- フィリピン – フィリピンのテレビ制作会社であるDreamscape Entertainmentに放映権が買収され、ABS-CBNが運営するカパミリア・チャンネルおよびiWantにて放送された[68][69][70][71]。2020年6月28日よりiWantにて[72]、2020年7月27日よりカパミリア・チャンネルにて、フィリピン語吹替版[73]。

- ベトナム - 2020年9月にベトナム版2getherが製作されることが発表され、12月に主演の2人以外の9人のキャストが発表された[74]。

## 日本での展開

### 日本での配信
- 2020年6月4日に株式会社コンテンツセブンが日本配給権の取得を表明（スペシャルエピソードを除く）[75]。これに伴い6月12日より日本からのYouTubeチャンネルでの視聴が制限された。
- Rakuten TVにて、7月31日昼12時より、毎週金曜日1話ずつ独占配信が開始される[76][77]。
- J:COMオンデマンド、TELASA（テラサ）にて、9月30日0時よりレンタル配信を開始。第1話は無料で、毎週水曜日に配信される[78][79]。
- milplus（みるプラス）にて、10月よりレンタル配信を開始。第1話は無料[80]。
- WOWOWにて、10月22日深夜0時より、毎週木曜日2話ずつ放送（字幕版・全15話）。9月5日に第1話が先行無料放送される[81][82]。
- FODプレミアムにて、10月30日よりレンタル配信を開始[83]。
- Amazonプライム・ビデオにて、2021年1月までに全話配信開始[84]。
- テレビ大阪にて、2021年4月20日より地上波初放送される[85]。
- メ～テレにて、2021年4月25日より地上波放送される[86]。
- テレビ朝日（関東ローカル）にて、2021年5月30日 深夜1時25分より1話と2話が放送される[87]。
- TVQ九州放送にて、2021年7月8日 深夜1時30分より地上波放送される[88]。
- 静岡放送（SBS）にて、2021年7月4日 深夜1時8分より地上波放送される[89]。

### 日本の雑誌掲載
| 発行年 | 発行月日 | 雑誌名                                                                                | タイトル                                                                                              |
| ------ | -------- | ------------------------------------------------------------------------------------- | --- |
| 2020   | 6月5日   | ダ・ヴィンチ 2020年7月号                                                              | 【特集1】映像化ラッシュに乗り遅れるな! ボーイズラブが動き出す                                         |
| 2020   | 6月16日  | 週刊女性2020年6月16日号                                                               | 「全世界を魅了するタイドラマBL旋風」                                                                  |
| 2020   | 6月23日  | CanCam8月号                                                                           | New Normalな日常をゴキゲンに過ごすコツ                                                                |
| 2020   | 6月23日  | ViVi 2020年8月号                                                                      | おこもりトレンド #7 ハズせないおうちエンタメ                                                          |
| 2020   | 7月1日   | 週刊ザ・テレビジョン 7/10号                                                           | 沼落ち急増中!! アジア配信ドラマがキテる！                                                             |
| 2020   | 8月4日   | 日経エンタテインメント! 2020年9月号                                                   | アジアエンタNOW VOL.13 タイBLドラマがステイホーム期に大躍進                                           |
| 2020   | 8月18日  | BE a LIGHT                                                                            | アジアBLドラマ - タイ -                                                                               |
| 2020   | 8月31日  | イン・ロック★ボーイ8                                                                  | Asianドラマに恋して                                                                                   |
| 2020   | 9月2日   | haru*hana別冊 おうち時間を楽しむ! 今ハマる韓国&アジアドラマ （TOKYO NEWS MOOK 873号） | タイBLドラマにハマる                                                                                  |
| 2020   | 9月9日   | TVガイド 2020年9月18日号                                                              | タイドラマガイド「D」発売記念 Brignt×Win                                                              |
| 2020   | 9月10日  | タイドラマガイド「D」                                                                 | 『2gether』Weerachit Thongjila監督 独占ロングインタビュー                                             |
| 2020   | 9月23日  | SPUR 2020年 11月号                                                                    | 独占取材 ブライト＆ウィン あなたは「2gether」を知っているか？                                         |
| 2020   | 9月23日  | anan No.2218                                                                          | 熱狂のカタチ。世界を沸かせるイット・ボーイが大集合！HOTなアジア男子39人。                             |
| 2020   | 9月24日  | 月刊TVガイド 11月号                                                                   | 「2gether」SPグラビア。                                                                               |
| 2020   | 11月4日  | TVガイド 2020年11月13日号                                                             | 「Kun-gu 2gether Live on Stage」「VLIVE」配信リポート                                                 |
| 2020   | 11月19日 | anan特別編集 2getherのすべて。～熱狂の配信エンタメ案内～                              | [ 96 ]                                                                                                |
| 2020   | 12月19日 | CUT 2021年1月号                                                                       | 特集「美しい男たちにひれ伏す」                                                                        |
| 2020   | 12月23日 | ViVi 2021年2月号                                                                      | 国宝級イケメンランキング パート5 2020年下半期のイケメンたちを総ざらい                                 |
| 2021   | 1月12日  | BAILA2021年2月号                                                                      | 自分時間が潤う！夢中になるって楽しい！'21最新 "推し活"のすすめ                                        |
| 2021   | 1月28日  | タイドラマガイド「D」特別編集 タイドラマ聖地巡礼ガイド vol.1                          | 2gether & still 2gether                                                                               |
| 2021   | 2月4日   | 日経エンタテインメント！2021年3月号                                                   | 「タイ」流ドラマが熱すぎる                                                                            |
| 2021   | 3月25日  | GQ JAPAN5月号                                                                         | 特集 アジアを席巻する「ボーイズラブ」入門 『チェリまほ』から『2gether』、BL漫画 ＆ 小説最新ガイドまで |
| 2021   | 3月29日  | 『2gether』で学ぶタイ語                                                               | [ 102 ] [ 注釈 2 ]                                                                                    |

### 日本でのWeb掲載
本人インタビュー記事のみ。
| 年   | 掲載月日 | 媒体名            | タイトル                                                                              | 出典    |
| ---- | -------- | ----------------- | ------------------------------------------------------------------------------------- | ------- |
| 2020 | 6月18日  | mi-mollet(ミモレ) | タイBL『2gether』の主役2人から日本のファンにメッセージ【本邦初インタビュー】          | [ 103 ] |
| 2020 | 6月19日  | mi-mollet(ミモレ) | タイBL『2gether』の２人に日本初インタビュー！「女でも男でも、好きという気持ちは同じ」 | [ 104 ] |

### 日本でのテレビ紹介
- 2020年7月12日 11:30 AM～　TOKYO MX 『日曜はカラフル!!!』 「カラフルTOPICS」コーナー内にてエンタメ系フリーライター吉田可奈氏によりタイのテレビドラマについて「SOTUS/ソータス」と共に紹介された[105][106]。
- 2020年9月26日 22:00～ TBS 『新・情報7DAYS ニュースキャスター』 国境を越えるアジアのエンタメ タイの"BLドラマ"日本でもブームの中で、タイBLドラマについて「SOTUS/ソータス」と「TharnType/ターン×タイプ」と共に紹介された[107]。
- 2020年12月1日 16:40～　テレビ朝日　『スーパーJチャンネル』ドラマの紹介に加え、主演のメータウィン・オーパッイアムカジョーン（ウィン）、ワチラウィット・チワアリー（ブライト）への日本初のTVインタビュー、タイで行われるイベントである「FANTOPIA」の映像も放送された[108][109]。
- 2020年12月21日 8:15～ NHK総合テレビジョン 『あさイチ』 2020年の大ヒット徹底活用術の中で、タイの恋愛ドラマの紹介に加え、主演の2名とコラウィット・ブンシリー（ガン）、スパシット・ジョンチーウィーワット（ミュー）のプロフィールが紹介された[110]。
- 2021年1月14日 3:49〜 TBS 『Nスタ』 人生が輝く！"推し活"とは？の特集内で、2getherファンの推し活(サラワットとタインの部屋のミニチュア作成)について紹介された。
- 2021年2月27日 23:45～ 衛星劇場 『情報番組～タイドラマロケ地巡り～』 衛星劇場のオリジナルコンテンツとして劇中でグリーンを演じたガンをナビゲーターに迎え、2getherのロケ地や撮影裏話を紹介[111]。

### 小説
ワニブックスよりジッティレイン原作の小説『2gether』日本語版が発売される。日本語訳は佐々木紀が、装画は志村貴子が担当した。
- 2020年10月16日　日本語版『2gether (1)』発売。ISBN 978-4-8470-9974-8[112]
- 2020年11月17日　日本語版『2gether (2)』発売。ISBN 978-4-8470-9985-4[113]
- 2020年12月9日　日本語版『2gether special』発売。ISBN 978-4-8470-9986-1[114]

### コミックス
ワニブックスよりジッティレインの小説を原作として、奥嶋ひろまさによるコミカライズ版『2gether』の連載が2020年11月より開始される。
2020年11月11日よりebookjapanにて配信開始。
2020年11月17日よりpixivコミックにて配信開始。
2020年11月18日よりWANI BOOKS NewsCrunchにて配信開始。
2020年11月19日よりニコニコ漫画にて配信開始。
- 2021年6月25日 第1巻 電子単行本 発売[117] / 2021年7月27日 紙単行本 発売[118]
- 2021年12月25日 第2巻 電子単行本・紙単行本 発売[119][120]
- 2022年6月27日 第3巻 電子単行本・紙単行本 発売[121][122]
- 2022年12月23日 第4巻 電子単行本・紙単行本 発売[123][124]

### 写真集
- 2021年4月20日　玄光社よりGMMTV完全監修の公式フォトブック『2gether 公式 Photo Book　シーン別保存版写真資料集』が発売される。ISBN 978-4768314852[125]

### DVD・Blu-ray
- 2021年2月21日　コンテンツセブンより日本語字幕版Blu-rayとDVDが発売される[126]。
- 2021年3月3日　レンタル開始[127]。

### CD
- 2021年7月14日　ユニバーサルミュージックより劇中で使用されたScrubbの楽曲全19曲を収録した日本独自企画アルバム『Songs In 2gether』発売（フィジカル限定）[128]。
- 2021年7月14日 UNIVERSAL Dより『2gether スペシャル・アルバム』発売[129]。

### フィギュア
- 2021年1月21日　グッドスマイルカンパニーよりサラワットとタインのねんどろいど商品化決定が公表される[130]。
- 2021年5月28日 ねんどろいどぷらす アクリルスタンド サラワット/タイン アニメイトにて先行販売開始、グッスマオンラインショップにて受注販売開始
- 2021年12月 ねんどろいど サラワット/タイン発売

## ファンミーティング
| 年   | 開催日      | タイトル                                                     | 場所                                             | 出典    |
| ---- | ----------- | ------------------------------------------------------------ | ------------------------------------------------ | ------- |
| 2020 | 10月17,18日 | カングー 2gether Live On Stage （คั่นกู 2gether Live On Stage） | ユニオンモール・ユニオンホール V LIVE (18日のみ) | [ 131 ] |

## 受賞歴
| 年   | 賞                                                       | 部門                                                                     | 対象                          | 出典            |
| ---- | -------------------------------------------------------- | ------------------------------------------------------------------------ | ----------------------------- | --------------- |
| 2020 | Maya Awards 2020                                         | シリーズオブザイヤー賞                                                   | 『2gether』                   | [ 132 ]         |
| 2020 | Korean Updates Awards 2020 （インドネシア）              | Asian Drama of The Year                                                  | 『2gether』                   | [ 133 ]         |
| 2020 | Premios Cultura Asiática 2020 （ペルー La República）    | ベストタイドラマ（Mejor drama tailandés）                                | 『2gether』                   | [ 134 ]         |
| 2020 | Voice Points Social Media Awards 2020 （フィリピン）     | Phenomenal Foreign BL Series of the Year                                 | 『2gether』/『Still 2gether』 | [ 135 ]         |
| 2020 | THAIRATH ベストオブザイヤー 2020 (THAIRATH ที่สุดแห่งปี 2020) | タイドラマオブザイヤー2020 (ละครไทยแห่งปี 2563)                            | 『2gether』                   | [ 136 ]         |
| 2021 | Fever Awards 2020                                        | シリーズ・フィーバー2020（ซีรีส์ฟีเวอร์ 2020）                                | 『2gether』                   | [ 137 ]         |
| 2021 | Fever Awards 2020                                        | テーマソング - シリーズ・フィーバー2020（เพลงประกอบละคร-ซีรีส์ฟีเวอร์ 2020”） | 『คั่นกู（カン・グー）』         | [ 137 ]         |
| 2021 | 東京ドラマアウォード2021                                 | 海外作品特別賞                                                           | 『2gether』                   | [ 138 ] [ 139 ] |